# This Is Big Audio Dynamite
This Is Big Audio Dynamite is het debuutalbum van de Britse postpunk-groep Big Audio Dynamite uit 1985. Het album bevat drie singles: "The Bottom Line", "E=MC²" en het satirische "Medicine Show". Het album werd uitgebracht door Columbia Records. De muziek is geschreven door Don Letts en Mick Jones. 

## Inhoud
De cover van This Is Big Audio Dynamite is een foto van de leden genomen door toetsenist Dan Donovan, die daardoor op de cover ontbreekt. Van links naar rechts ziet men bassist Leo Williams, drummer Greg Roberts, frontman/zanger Mick Jones en zanger Don Letts. 
Het concept voor de cover van het album was duidelijk spaghettiwesterns, daar de bandleden gekleed zijn als cowboys (Roberts als enige zonder hoed). "Medicine Show", dat voor de band succesrijk werd, omvat legio samples uit memorabele westerns met Clint Eastwood en Eli Wallach in de hoofdrol. Een fragment met Wallach (als zijn personage Tuco Ramírez) uit de western The Good, the Bad and the Ugly dat gebruikt werd, is: "One bastard comes in, another one comes out (...)" / "Een rotzak stapt binnen, een andere rotzak stapt buiten (...)". De titel komt meteen voor als de eerste zin van het eerste couplet: "Colored wagon, medicine show (...)". 
Een ander voorbeeld van een sample in het nummer is een scène uit A Fistful of Dollars waarin Clint Eastwoods personage zegt: "Haal maar drie (doods)kisten" ("Get three coffins ready"). Of uit dezelfde film, eveneens gesproken door Eastwood: "You makin' some kinda joke?" ("Maak je soms een grapje?") en
"I don't think it's nice, you laughin'" ("Ik moet het niet hebben dat je daar staat te lachen"). In de clip belanden de leden wegens een aantal wandaden in de gevangenis. 

Wanted in fourteen counties of this State, the condemned is found guilty of crimes of murder, armed robbery of citizens, state banks and post offices, the theft of sacred objects, arson in a state prison, perjury, bigamy, deserting his wife and children, inciting prostitution, kidnapping, extortion, receiving stolen goods, selling stolen goods, passing counterfeit money, and contrary to the laws of this State, the condemned is guilty of using marked cards...Therefore, according to the powers vested in us, we sentence the accused here before us, Tuco Benedicto Pacifico Juan Maria Ramirez ('Known as The Rat') and any other aliases he might have, to hang by the neck until dead. May God have mercy on his soul. Proceed.
— "Medicine Show" door Big Audio Dynamite, fragment uit de western The Good, the Bad and the Ugly

"Duck, you sucker!" door acteur James Coburn als zijn personage John Mallory uit de western Giù la testa en "I don't have to show you any stinkin' badges!" uit de film The Treasure of the Sierra Madre met Humphrey Bogart zijn andere bekende fragmenten die verscholen zitten in "Medicine Show". Voor het nummer "E=MC²", de tweede single op het album, haalde de band de mosterd bij de films Performance uit 1970 en vooral Insignificance uit 1985. 
Don Letts, naast bandlid ook regisseur van muziekvideo's, haalde zijn inspiratie voor "E=MC²" bij een aantal films van psychothriller-regisseur Nicolas Roeg.

## Nummers
A-kant
1. "Medicine Show" - 6:29
2. "Sony" - 4:30
3. "E=MC²" - 5:54
4. "The Bottom Line" - 4:35

B-kant
1. "A Party" - 5:10
2. "Sudden Impact!" - 5:02
3. "Stone Thames" - 5:17
4. "BAD" - 5:37

Bonus (Legacy Edition)
1. "Medicine Show" (12" remix) - 7:10
2. "Sony Dub" - 4:15
3. "E=MC²" (12" remix) - 6:31
4. "The Bottom Line" (12" remix) - 7:20
5. "A Party Dub" - 7:01
6. "Sudden Impact!" (12" remix) - 6:07
7. "Stone Thames" (12" remix) - 6:18
8. "BAD" (vocoder remix) - 6:28
9. "Electric Vandal" - 3:22
10. "Albert Einstein Meets the Human Beatbox" - 5:35
11. "BAD" (US 12" remix) - 6:16
12. "This Is Big Audio Dynamite" (7" remix) - 3:44

## Bezetting
- Mick Jones - Zang, Gitaar
- Don Letts – Zang / DJ
- Leo Williams – Basgitaar
- Greg Roberts – Drums
- Dan Donovan – Keyboards

## Trivia
- John Lydon van de punkband Public Image Ltd. en The Clash-leden Joe Strummer en Paul Simonon (als agenten) hebben een cameo in de clip van "Medicine Show". Strummer playbackt de woorden "Get three coffins ready" tegen Simonon in de intro. Beide zijn aan het einde van de clip opnieuw als agenten te zien, smalend nadat Jones en de anderen in een gevangeniscel zijn beland.